# Costus barbatus
Espèce
Classification phylogénétique
Statut de conservation UICN

 CR A2c; C2a(i,ii); D : 
En danger critique
Costus barbatus est une espèce de plantes à fleurs de la famille des Costaceae.

## Utilisation
C’est l’une des espèces de Costus les plus communément cultivées.
Les massifs se propagent facilement et produisent des plantes qui poussent normalement jusqu'à 2 m de haut.
Le Costus barbatus est apprécié en fleurs coupées.

## Description
C'est une plante vivace.
Le feuillage du Costus barbatus a un dessous vert foncé. Les longues inflorescences rouges sont agrémentées de fleurs tubulaires jaune vif.

## Répartition
Il croit au Costa Rica (Amérique tropicale).